# Meziopštinský historický archiv Čačak
Meziopštinský historický archiv Čačak (srbsky Међуопштински историјски архив Чачак) je kulturní instituce všeobecného významu, sídlící v uvedeném městě v Moravickém okruhu v Srbsku. Z hlediska archivnictví je příslušný pro obce (opštiny) Čačak, Lužani a Gornji Milanovac.

## Historie
Čačanský historický archiv byl založen nejprve jako archivní středisko (srbsky arhivsko središte) v roce 1948, v roce 1955 potom působil pod názvem Městský státní archiv a od roku 1956 má s drobnými změnami víceméně současný název. Instituce vznikla v době zakládání archivní sítě na území SR Srbsko z rozhodnutí srbské vlády; do té doby byly místní písemnosti vystaveny často zkáze a četné fondy např. z 19. století byly nenávratně ztraceny. První ředitelkou instituce byla profesorka na místním gymnáziu, Margita Radović.